# Tokilstjärnet
Tokilstjärnet är en sjö i Årjängs kommun i Värmland och ingår i Göta älvs huvudavrinningsområde. Sjön har en area på 0,212 kvadratkilometer och ligger 149,6 meter över havet.

## Delavrinningsområde
Tokilstjärnet ingår i det delavrinningsområde (658613-129646) som SMHI kallar för Utloppet av Järnsjön. Medelhöjden är 159 meter över havet och ytan är 52,32 kvadratkilometer. Räknas de 13 avrinningsområdena uppströms in blir den ackumulerade arean 170,92 kvadratkilometer. Karlsforsälven (Edsälven) som avvattnar avrinningsområdet har biflödesordning 3, vilket innebär att vattnet flödar genom totalt 3 vattendrag innan det når havet efter 255 kilometer. Avrinningsområdet består mestadels av skog (54 procent). Avrinningsområdet har 19,96 kvadratkilometer vattenytor vilket ger det en sjöprocent på 38,1 procent.